# Одна сім'я
«Одна сім'я» (азерб. «Bir ailə») — радянський художній фільм, який зняв 1943 року режисер Григорій Александров. Фільм, лише одного разу показаний публічно (16 жовтня 1943 року, Будинок кіно), в прокат не виходив: на думку цензури, фільм слабо висвітлював боротьбу радянського народу з фашистськими окупантами.

## Сюжет
Фільм про героїчні будні жителів Баку в роки Німецько-радянської війни. Складається з трьох новел, об'єднаних загальним сюжетом: фронтовик-азербайджанець, що опинився у відпустці, потрапляє в російську сім'ю, яка привітно зустріла його. Між героєм і дочкою господарів виникає почуття. Розповіді, якими обмінюються герої, складають сюжет картини.

## У ролях
- Хосров Меліков — Наджаф, танкіст
- Мерзія Давудова — мати Наджафа
- Любов Орлова — Катя Андрієвська
- М. Жариков — батько Каті
- Антоніна Філіппова — мати Каті
- Олег Жаков — Микола Морозов, інженер-капітан
- Окума Курбанова — Лейла, дружина водолаза
- Алі-Сеттар — водолаз
- Кязім Зія — Ахмед амі
- Віктор Шарлахов — управдом

## Знімальна група
- Автори сценарію: Лев Вайсенберг, Мір Джалал, Йосип Прут
- Режисер-постановник: Григорій Александров
- Оператори: Алі-Сеттар Атакшиєв, Аскер Ісмаїлов, Тимофій Лебешев
- Художники: Алі-Сеттар Атакшиєв, Юрій Швець, Михайло Власов, Гюльназ Саламова
- Композитор: Кара Караєв